# 王媛媛
王 媛媛（おう えんえん、繁体中国語: 王 媛媛、ラテン文字転写: Yuanyuan Wang、1997年7月14日 - ）は、中華人民共和国の女子バレーボール選手である。中華人民共和国代表。

## 来歴

### クラブチーム
甘粛省蘭州市出身。2015年、渤海銀行天津へ入団。中国スーパーリーグでは2015/16、2017/18、2019/20、2020/21、2021/22、2022/23シーズンの6回タイトルを獲得している。2019年のアジアクラブ選手権では金メダルを獲得し、自身もベストミドルブロッカー賞を受賞した。2023年12月、世界クラブ選手権で銅メダルを獲得した。

### 代表チーム
2013年、U-19世界選手権で金メダルを獲得した。2014年、U-19アジア選手権で金メダルを獲得した。2015年、U-20世界選手権に出場した。2016年、シニア代表に初選出されて同年のAVCカップで金メダルを獲得した。2017年、ワールドグランプリに出場した。2018年、ネーションズリーグで銅メダルを獲得した。2019年、ワールドカップで金メダルを獲得した。2021年、東京五輪に出場したが9位に終わった。2022年からはレギュラーに抜擢され、同年9-10月にオランダで開催された世界選手権に出場した。2023年7月のネーションズリーグで銀メダルを獲得した。

## 受賞歴
- 2019年 - アジアクラブ選手権 ベストミドルブロッカー賞
- 2020年 - 2019/20中国スーパーリーグ ベストミドルブロッカー賞
- 2021年 - 2020/21中国スーパーリーグ ベストミドルブロッカー賞
- 2023年 - 2022/23中国スーパーリーグ ベストミドルブロッカー賞

## 所属クラブ
- 渤海銀行天津（2015年-）